# Feuerbrand
Feuerbrand ist eine gefährliche Pflanzenkrankheit, verursacht durch das Bakterium Erwinia amylovora. Sie befällt vor allem Kernobstgewächse und kann sich schnell ausbreiten. Für die Gesundheit des Menschen besteht keine Gefahr. 
Feuerbrand sollte nicht mit dem Feuerbakterium Xylella fastidiosa verwechselt werden, das Mandel-, Feigen- und Olivenbaumkulturen massiv schädigt.

## Pathologie

### Erreger
Der Erreger des Feuerbrands ist das Enterobakterium Erwinia amylovora. Das stäbchenförmige Bakterium ist gleichmäßig über seine Zelloberfläche begeißelt, gramnegativ und auch unter Luftabschluss lebensfähig. Die optimale Wachstumstemperatur liegt zwischen 21 und 28 °C; die minimalen und maximalen Temperaturen für eine Entwicklung dieses Bakteriums liegen zwischen 3 und 12 °C sowie zwischen 32 und 42 °C.

### Infektionswege
Aufgrund des hohen Infektionspotentials gibt es eine Vielzahl potenzieller Vektoren für die Verbreitung.
- Über größere Entfernungen spielen vor allem die Ausfuhr von kontaminiertem Pflanzenmaterial, aber auch der Transport von kontaminierten Gegenständen (Verpackungsmaterial, Schnittwerkzeug) eine entscheidende Rolle. Auch Großwetterereignisse und Zugvögel kommen für die Verbreitung des Erregers über größere Distanzen in Frage.
- Im Nahbereich erfolgt die Verbreitung des Bakterienschleims durch Wind, Regen, Insekten (Fliegen, Bienen, Wespen, Hummeln), Kleinsäugetiere, Vögel und den Menschen.

Ein Eindringen der Bakterien in das Pflanzengewebe erfolgt während des aktiven Wachstums der Pflanze über natürliche Eintrittspforten wie Stomata, Lentizellen und Nektarien oder über Wunden an Blättern, Trieben oder Zweigen. Man unterscheidet folglich drei Infektionsarten:
- Blüteninfektion (englisch Blossom blight) – häufigste Variante
- Triebinfektion (Shoot blight)
- Infektion aus wieder aktiv werdenden Befallsstellen (Canker blight)

### Infektion
Gramnegative Bakterien wie der Feuerbrand bilden eine nadelartige Struktur (den Pilus) aus, mit dem sie in Zellen der Apfelpflanzen eindringen und Effektorproteine injizieren, welche Teile des pflanzlichen Immunsystems blockieren. Erkennt die Pflanze das Effektorprotein nicht, kann sie keinen Abwehrmechanismus einleiten und wird infiziert.
Die gefährliche Infektionszeit ist das Frühjahr und der Sommer, insbesondere die Blütezeit, wenn eine warmfeuchte Wetterlage herrscht: Die Blüten sind dann die Hauptinfektionsstellen. Die Ausbreitung durch Insekten ist hoch und der Keim findet gute Verhältnisse vor, um sich so stark zu vermehren, dass er die natürlich vorhandene Abwehr überwinden und in die Pflanze eindringen kann.

### Krankheitsbild

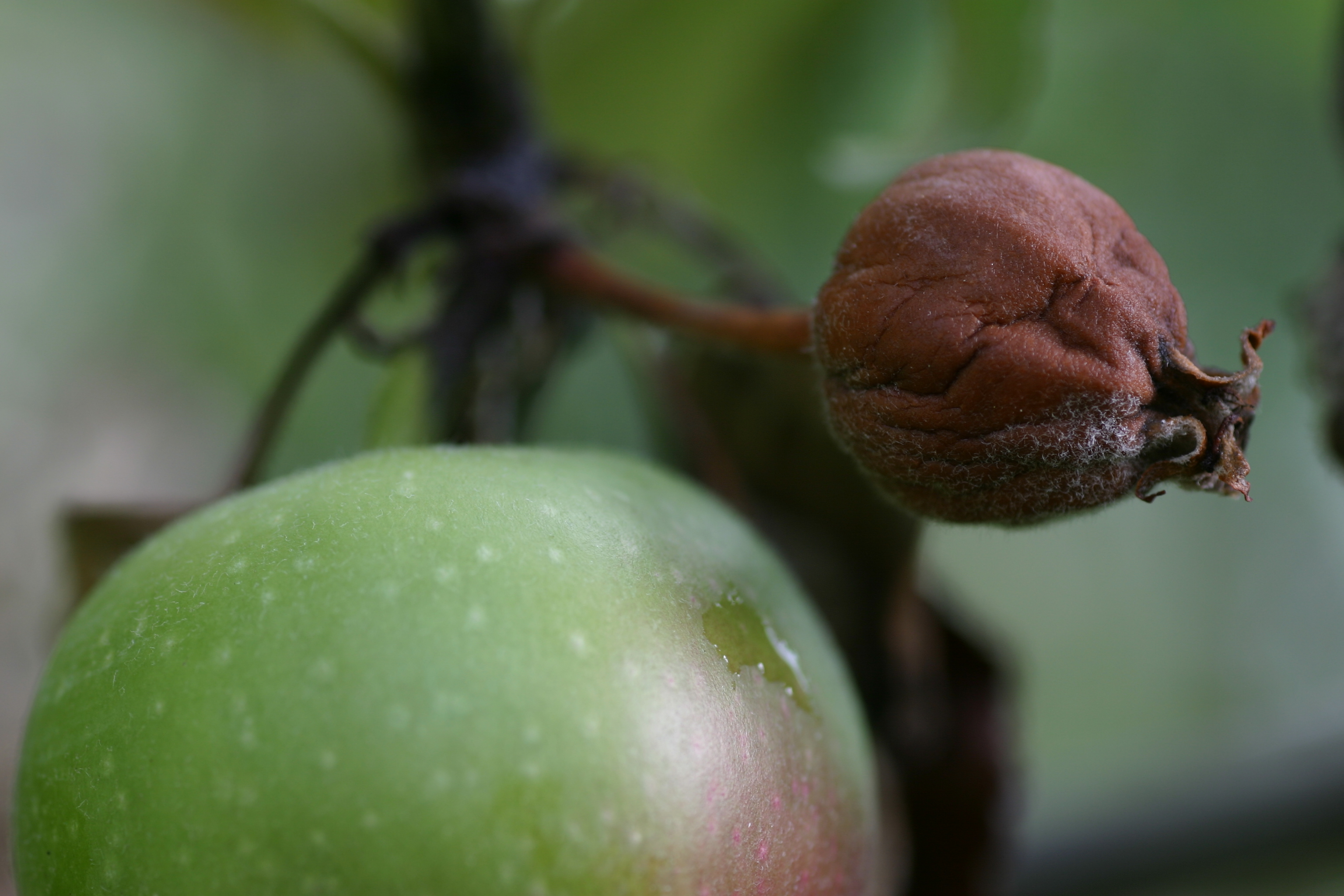
Befallener Apfel

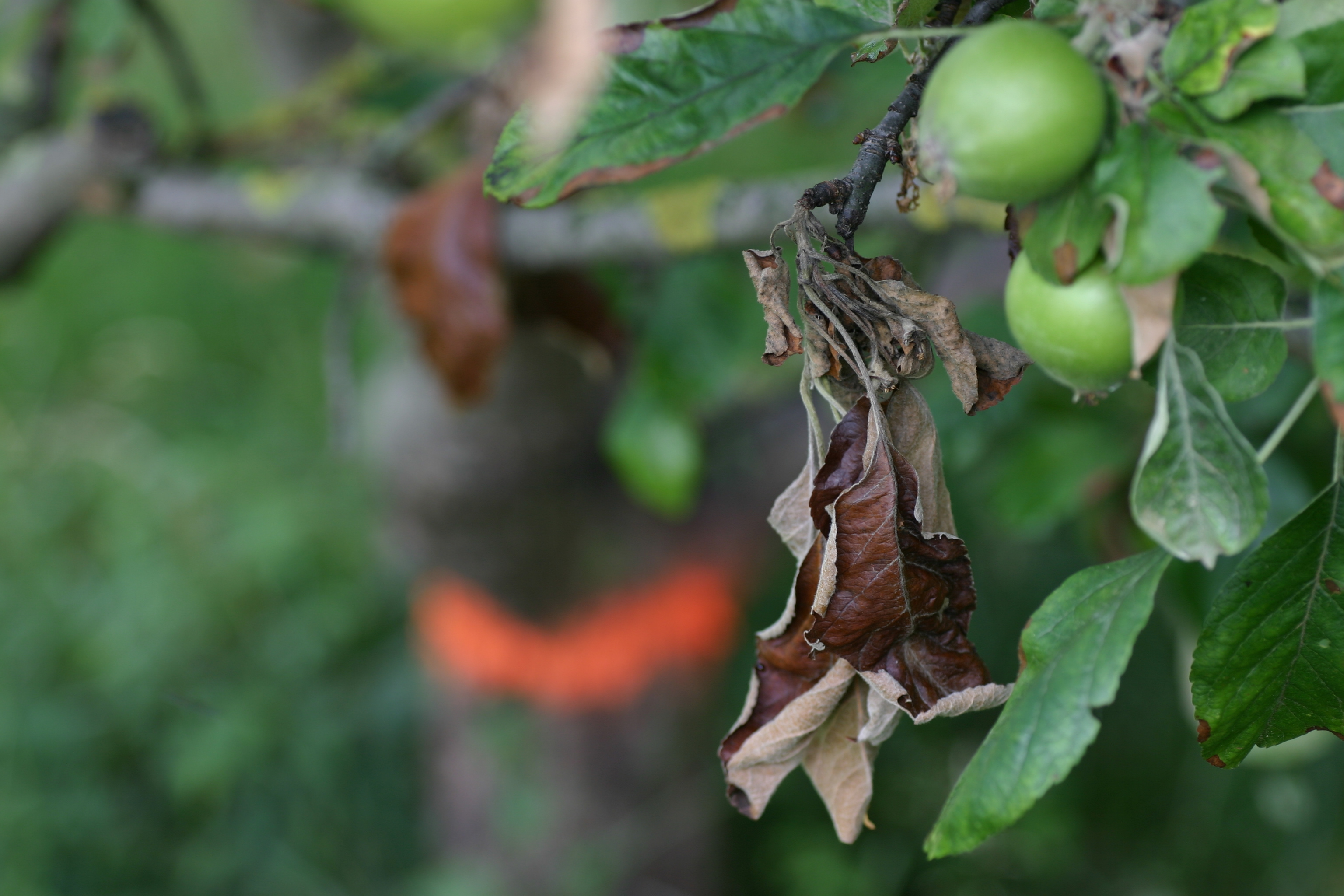
Baum, der von der Behörde zum Fällen markiert wurde (Tirol)

Das Krankheitsbild des Feuerbrands äußert sich dadurch, dass Blätter und Blüten befallener Pflanzen plötzlich vom Blattstiel welken und sich braun oder schwarz verfärben. Die Triebspitzen krümmen sich aufgrund des Wasserverlustes hakenförmig nach unten. Die Pflanze sieht wie verbrannt aus (daher der Name „Feuerbrand“).
Innerhalb von zwei bis drei Wochen sterben junge Pflanzen ab. Bei älteren Pflanzen breitet sich die Erkrankung innerhalb eines oder mehrerer Jahre aus und führt ebenfalls zum Absterben. Zur eindeutigen Diagnose ist eine Laboruntersuchung notwendig. Außerdem tritt an den Infektionsstellen ein Bakterienschleim aus, im Winter kann es zu einem Einsinken der Rinde kommen (Canker-Stellen).
Die Befallstärke der Pflanze hängt von unterschiedlichen Faktoren und deren Wechselwirkung ab. Diese sind: Die Klima- und Standortverhältnisse, die Pflanzenart – bei Kulturpflanzen auch die Sorte – und deren Vitalitätszustand, die Bakteriendichte auf der Pflanze und in der Umgebung, die Kulturmaßnahmen.

## Epidemiologie

### Der Wirtspflanzenkreis
Der Wirtspflanzenkreis des Feuerbranderregers umfasst etwa 174 Arten aus 40 Gattungen in der Familie der Rosengewächse (Rosaceae). Besonders anfällig ist die Unterfamilie der Kernobstgewächse (Pyrinae); sie gilt als Hauptwirtspflanzengruppe, denn nur auf diesen Arten kann der Erreger überwintern.
Die anfälligsten Wirte sind:
- Obstgehölze:
  - Kulturapfel (Malus domestica), insb. Berlepsch,[3] Braeburn,[3] Cox Orange,[1] Granny Smith,[1] Elstar,[3] Fuji,[3] Gala,[3] Gloster,[3] Gravensteiner,[3] Idared,[1] James Grieve,[1] Jonagold-Gruppe,[1] Jonathan,[1] Weißer Klarapfel,[3] Topaz,[3] Vista Bella,[3] die Apfelunterlage M26;[1] etliche Mostäpfel
  - Kulturbirne (Pyrus communis), u. a.: Conference,[1] Clapps Liebling,[3] Comice,[3] Concorde,[3] Frühe von Trévoux,[1] Gute Luise,[1] Bosc’s Flaschenbirne[1] (Kaiser Alexander), Pastorenbirne,[1] Passa Crassana;[1] einige Mostbirnen
- Ziergehölze (seltene Obstsorten): Quitten[1] (Cydonia), Mispeln[1] (Mespilus), Speierling (Sorbus domestica)
- Zier- und Wildgehölze: Mehlbeeren (Sorbus), insb. auch Vogelbeere/Eberesche[1] (Sorbus aucuparia), Echte Mehlbeere (Sorbus aria), alle Äpfel (Malus), insb. Holzapfel[4] (Malus sylvestris), Birnen (Pyrus) einschl. Wildbirne[4] (Pyrus pyraster), Felsenbirnen (Amelanchier), Apfelbeeren (Aronia), Zierquitten[1] (Chaenomeles, Scheinquitte), Weißdorne[1] (Crataegus) einschl. Rotdorn, Feuerdorne[1] (Pyracantha), Wollmispeln[1] (Eriobotrya), Zwergmispeln[1] (Cotoneaster), Glanzmispeln/Stranvaesia (Photinia), insb. P. davidiana[2] („Lorbeermispel“) und P. nussia[2]

Die Elsbeere (Sorbus torminalis) wird möglicherweise auch vom Feuerbrand befallen. Bis heute ist jedoch noch kein Befall nachgewiesen.
Von den Apfelsorten als robust erwiesen haben sich etwa Schöner aus Boskoop oder McIntosh. Inzwischen werden aber auch gezielt resistente Sorten gezüchtet, etwa Enterprise oder Remo, sowie bei den Birnen die Sorte Harrow Sweet.

### Verbreitung

Verbreitung des Feuerbrandes 2007
Quelle: AGES

Der Feuerbrand wurde vor etwa 200 Jahren zum ersten Mal in Amerika beobachtet.
Im Jahr 1957 erreichte die Krankheit Europa, wo sie sich von Südengland aus über den gesamten europäischen Kontinent verbreitete. Sie wurde in Österreich erstmals 1993 in Vorarlberg nachgewiesen, 2001 in Südtirol. Bis 2006 hat sie sich meist als Folge des Transportes von infizierten Pflanzen auf ganz Österreich und auch in Deutschland, der Schweiz und Norditalien ausgebreitet.
2007 war der Feuerbrand bereits in fast allen Ländern Europas verbreitet, in Vorderasien und Ägypten, Nordamerika bis Mittelamerika, sowie Neuseeland. 2007 hat die Infektion europaweit insbesondere im Apfelbau um sich gegriffen. In der Schweiz sind besonders stark die Ost- und Zentralschweizer Kantone sowie die Bodenseeregion betroffen. In der Bodenseeregion – im schweizerischen Kanton Thurgau, im Süden des deutschen Landkreises Lindau sowie im österreichischen Vorarlberg – sind mindestens zwei Drittel aller Obstplantagen betroffen. Auch Salzburg, Oberösterreich und die Steiermark waren stark betroffen, und auch in allen anderen österreichischen Bundesländern sind Fälle aufgetreten.

## Gegenmaßnahmen
Für Gebiete, in denen der Feuerbrand bisher nicht endemisch ist, ist die Kontrolle der Verschleppung des Keims über Quarantänemaßnahmen und Handelsbeschränkungen sinnvoll. Dies wurde zunächst auch für Europa versucht, es konnten auf diese Weise jedoch keine nachhaltigen Erfolge erzielt werden. Grund hierfür ist, dass das Bakterium hier auch außerhalb von Obst- und Gartenbau ausreichend wilde Wirtspflanzen, insbesondere Crataegus, vorfindet. Schließlich wurde 2019 mit der Neueinstufung des Erregers als Nicht-Quarantäneschädling im EU-Recht die Realität des Feuerbrandes als in Europa endemische Pflanzenkrankheit anerkannt. Damit hat sich der Ansatz umgekehrt: Wesentliches Ziel von Maßnahmen ist nun der Schutz von Erwerbsobstbeständen sowie Beständen zur Erzeugung oder dem Erhalt von Obstanbaumaterial.

### Quarantäne und Meldepflicht
Das Gemeinschaftsrecht der Europäischen Union sieht kein einheitliches Vorgehen bei der Feuerbrandbekämpfung vor. Die Richtlinie 2000/29/EG des Rates über Maßnahmen zum Schutz gegen die Einschleppung und Ausbreitung von Schadorganismen der Pflanzen und Pflanzenerzeugnisse sieht die Einrichtung von Schutzgebieten vor, die noch nicht kontaminiert sind, und die Möglichkeit einer Ausweisung von Pufferzonen von etwa 50 Quadratkilometer um wichtige Produktionsstätten, in denen dann regelmäßige amtliche Inspektionen und das Führen eines ZP-Pflanzenpasses (zona protecta) für Wirtspflanzen zwingend sind. Diese Maßnahme hat sich in der Praxis aber wenig bewährt, weil Feuerbrand meist epidemisch in einem ganzen Landstrich auftritt. Da es sich bei Erwinia amylovora um einen Quarantäneschaderreger handelt, bestehen national unterschiedliche Forderungen, ob der jeweilige Pflanzenschutzdienst darüber informiert werden soll.
In Deutschland waren das Auftreten und der Verdacht auf Feuerbrand von 1985 bis 2023 meldepflichtig. Die zuständige Behörde (je nach Bundesland das Landesamt bzw. die Landesanstalt für Landwirtschaft) kann eine Quarantänezone von 5 Kilometer um befallene oder befallsverdächtige Grundstücke anordnen; in diesem „abgegrenzten Gebiet“ kann sie etwa die Vernichtung von befallenen und hochanfälligen Wirtspflanzen oder das Verbot der Bienenhaltung anordnen und sogar verfügen, dass Grundstücke von noch nicht befallenen Wirtspflanzen frei gemacht und gehalten werden.
In Österreich und Südtirol ist jegliches Auftreten – auch nur im Verdachtsfall – von Feuerbrand meldepflichtig, im Allgemeinen sowohl für Eigentümer und sonstige Verfügungsberechtigte von Flächen mit Wirtspflanzen, gewerbsmäßige Händler mit Pflanzen und Pflanzenprodukten, wie auch jeden, der befallene Pflanzen oder Pflanzenteile innehat. Ansprechpartner sind Feuerbrandbeauftragte der Gemeinden.
Meldepflicht bei Verdacht besteht auch in der Schweiz als EPPO-Mitglied, entsprechend den Regelungen über Schutz- und Pufferzonen und den Pflanzenpass. Zusätzlich gelten auch Verbote über Einfuhr sowie Produktion und Inverkehrbringung gewisser Wirtspflanzen. Dazu werden insbesondere in den Ostschweizer Gemeinden jedes Jahr Kontrollen durchgeführt, welche den Baumbestand auf Symptome überprüfen.
In Australien ist diese Krankheit noch nie aufgetreten. Um zu verhindern, dass die Krankheit in das Land eingeführt wird, wurde dort seit 1921 ein Einfuhrverbot für Äpfel verhängt. Neuseeland reichte dagegen am 20. August 2007 Klage beim Schiedsgericht der Welthandelsorganisation gegen Australien ein. Die WTO hat in dieser Klage in 2010 in zwei Instanzen zu Gunsten von Neuseeland entschieden.

### Schnitt und Rodung
Der Feuerbrand geht von einem hochinfektiösen Bakterium aus. Insbesondere befallene Niederstämme sind in ihrer Existenz durch ihre kleine Krone gefährdet. Werden die infizierten Anteile und der Sicherheitszuschlag (Schnitt in das gesunde Holz) korrekt ausgeführt, entspricht dies vielfach einer fast vollständigen Rodung. Hochstämme zeigen sich zuerst durch ihre große Masse robuster, die Entfernung eines gleich großen befallenen Bereiches hinterlässt hier noch immer einen in seiner Funktion nur wenig eingeschränkten Baum. Eventuell sind bei Hochstämmen auch seltenere, alte Sorten vorzufinden, die unter Umständen auch sortenabhängige Resistenzen zeigen können. Manche Apfelhochstämme sind in der überwiegenden Anzahl der Fälle im Folgejahr erregerfrei (sofern sie nicht durch erneute Blüteninfektionen befallen werden). Über Wildpflanzen ist wenig bekannt.

### Pflanzenschutzmittel

#### Antibiotikum
Zur Vorbeugung wird in manchen Ländern das Antibiotikum Streptomycin verwendet. Dies reduziert den Feuerbrand um rund 80 %. Der Einsatz ist umstritten, da Streptomycin im Honig nachgewiesen wurde, und weil man Resistenzen seitens des Erregers und Kreuzeffekte bei anderen Keimen befürchtet.
In Deutschland wurde seit 2003 Streptomycin verwendet; es ist als Pflanzenschutzmittel nicht mehr zugelassen.
In der Schweiz war der Einsatz bisher verboten. Dort gab es im Jahr 2007 im Kontext eines starken Feuerbrandbefalls heftige Auseinandersetzungen zwischen Hochstamm-Erwerbsobstbauern und Vertretern von Kantonsbehörden, die Rodungen von Hochstämmen durchsetzen wollten. Nachdem 2007 durch Feuerbrandbefall ein Schaden von mehr als 30 Millionen Franken entstanden war, will das schweizerische Bundesamt für Landwirtschaft einen örtlich begrenzten und zeitlich befristeten Einsatz von Streptomycin für das Frühjahr 2008 zulassen. Es darf nur ein gezielter, bewilligungspflichtiger Einsatz auf Niederstammobstbaukulturen vorgenommen werden. Der Einsatz von Streptomycin außerhalb des Erwerbsobstbaus ist generell verboten, ebenso die Verwendung auf Hochstammobstkulturen. Hier wurden auch 2011 noch Rodungen durchgeführt. Im biologischen Obstbau ist Streptomycin verboten.
Diese Maßnahme wird auch in Österreich diskutiert, stieß aber aufgrund des hohen Marktanteils an Bioprodukten auf Widerstand, und seitens der Verbände und Handelsmarken wurde angekündigt, die Anerkennung als Bioproduzent auszusetzen, falls der Erzeuger das Antibiotikum verwendet. Ob es tatsächlich eingesetzt wird, wird die Schadlage der Saison 2008 (Verbreitung aufgrund der Wetterlage zur Blüte) entscheiden. Streptomycin wird in Österreich angewendet.

#### LMA (Kalialaun)
LMA ist der Handelsname für Kaliumaluminiumsulfat (Aluminiumkaliumsulfat-Dodecahydrat), welches bakterizid wirkt und so eine Infektion verhindert. Die Anwendung ist aufwendiger als die von Streptomycin, da das wasserlösliche Pulver außerhalb der Spritze vorgelöst werden muss.
LMA wurde in Deutschland für die Jahre 2013 bis 2019 als Zulassung für Notfallsituationen nach Artikel 53 der Verordnung (EG) Nr. 1107/2009 (Pflanzenschutzmittelverordnung) jeweils für die Zeit vom 1. April bis zum 29. Juli zugelassen.

#### Biologische Antagonisten
In Deutschland gibt es seit 2003 eine konsensual zwischen dem Julius Kühn-Institut (vor 2008 Biologische Bundesanstalt), Obstbau-, Imker- und Umweltverbänden ausgearbeitete Strategie zur Bekämpfung des Feuerbranderregers im Obstbau ohne Antibiotika, die für den Zeitraum 2008–2012 verlängert wurde. Im Rahmen der Alternativforschung zu Streptomycin konnten verschiedene Hefepräparate, zuletzt insbesondere Candida sake als nahezu gleichwertiger Ersatz entwickelt werden. Trotzdem besteht weiterhin erheblicher Forschungsbedarf.
Stand 2023 gilt das aus der gleichen Gattung wie der Feuerbranderreger stammende Bakterium Erwinia tasmaniensis als aussichtsreichster Kandidat für eine biologische Bekämpfung des Feuerbrands.

### Gentechnik
Da einige Wildsorten des Apfels resistent gegen Feuerbrand sind, hat man versucht, die entsprechenden Resistenzgene in beliebte Apfelsorten einzukreuzen. Dieses Verfahren ist aber sehr zeitaufwendig, da man über mindestens fünf Generationen, d. h. 20 bis 50 Jahren, züchten muss, um unerwünschte Eigenschaften wie zum Beispiel kleine Früchte wegzuselektionieren, ohne das Resistenzgen zu verlieren. Mit Hilfe der Grünen Gentechnik ist es aber möglich, in wenigen Jahren Resistenzgene aus Wildäpfeln auf beliebte Speiseäpfel zu übertragen. Diese cisgenen Apfelbäume könnten im Unterschied zu transgenen Bäumen, bei denen artfremde Gene übertragen wären, eine höhere Akzeptanz beim Verbraucher haben oder auch weniger strenger Regulation durch die Behörden unterliegen. Eine gemeinsame Forschungsarbeit der ETH Zürich, der Forschungsanstalt Agroscope und des Julius Kühn-Instituts hat gezeigt, dass sich mit Erfolg das Resistenzgen gegen den Feuerbrand aus dem Sibirischen Holzapfel in die Apfelsorte Gala übertragen lässt. Im Jahr 2016 wurde in der Schweiz dem Forschungsinstitut Agroscope vom Bundesamt für Umwelt (BAFU) eine Bewilligung erteilt, die Eigenschaften dieses cisgenen Apfels in Freilandversuchen bis 2021 zu testen. In einem ersten Zwischenbericht vom November 2018 wird der erfolgreiche Anbau der cisgenen Apfelbäume dokumentiert.